# Station Wootton Wawen
Wootton Wawen is een spoorwegstation van National Rail in Stratford-on-Avon in Engeland. Het station is eigendom van Network Rail en wordt beheerd door West Midland Trains. Het station is een request stop, waar treinen alleen stoppen op verzoek.